# Université Belmont
L'université Belmont (en anglais : Belmont University) est une université privée chrétienne évangélique située à Nashville dans le Tennessee, aux États-Unis.

## Historique
L’université a ses origines dans la fondation du Collège pour femmes de Belmont en 1890 par Susan L. Heron et Ida B. Hood. En 1913, l’école fusionne avec le Ward Seminary pour former le Ward - Belmont College. En 1951, la Tennessee Baptist Convention (Southern Baptist Convention) achète l’école. En 1991, elle devient une université et est renommée Université Belmont.
En 2005, elle a annoncé sa décision d’élire des administrateurs non-baptistes, malgré le refus de la Tennessee Baptist Convention (Southern Baptist Convention), signifiant ainsi la fin de son affiliation avec elle . En 2007, elle a accepté de payer 11 millions de dollars à la Tennessee Baptist Convention sur 40 ans afin de régler un litige judiciaire intenté par la Convention qui demandait un remboursement des 58 millions de dollars investis dans Belmont, en raison de la rupture de relation entre les deux parties .
Pour l'année 2018-2019, elle comptait 8,260 étudiants.

## Sport universitaire
L'équipe de l'université, les Bruins de Belmont, évolue au campus pour ses matchs à domicile.
L'équipe de soccer dispose de son propre stade, le E. S. Rose Park (qui remplace le Whitten Soccer Complex).

## Anciens élèves

### Sportifs
- Brian Baker (1985-), joueur de tennis
- Stu Grimson (1965-), joueur de hockey sur glace

### Arts, cinéma et littérature
- Clare Boothe Luce (1903-1987), journaliste, dramaturge, et femme politique
- Donald Joseph Qualls (1978-), acteur
- Rachel Smith (1985-), journaliste et mannequin

### Politique
- Diane Black (1951-), femme politique

### Musique
- Matthew Davidson (1998 -) Guitariste
- Brooke Annibale (1987-), chanteuse et musicienne américaine
- Celeste Buckingham (1995-), chanteuse slovaque
- Steven Curtis Chapman (1962-), chanteur et musicien chrétien évangélique
- Brandy Clark (1977-), chanteuse et musicienne de country
- Melinda Doolittle (1977-), finaliste d'American Idol
- Jace Everett (1972-), chanteur
- Kimberley Locke (1978-), chanteuse
- Grace Moore (1898-1947), actrice et chanteuse
- Brad Paisley (1972-), chanteur et musicien de country
- Minnie Pearl (Sarah Cannon, 1912-1996), comédienne et chanteuse de country
- Mackenzie Scott (1991-), musicienne et chanteuse connue sous le nom de TORRES
- Josh Turner (1977-), chanteur et musicien de country
- Lee Ann Womack (1966-), chanteuse et musicienne de country
- Trisha Yearwood (1964-), chanteuse de country

## Campus

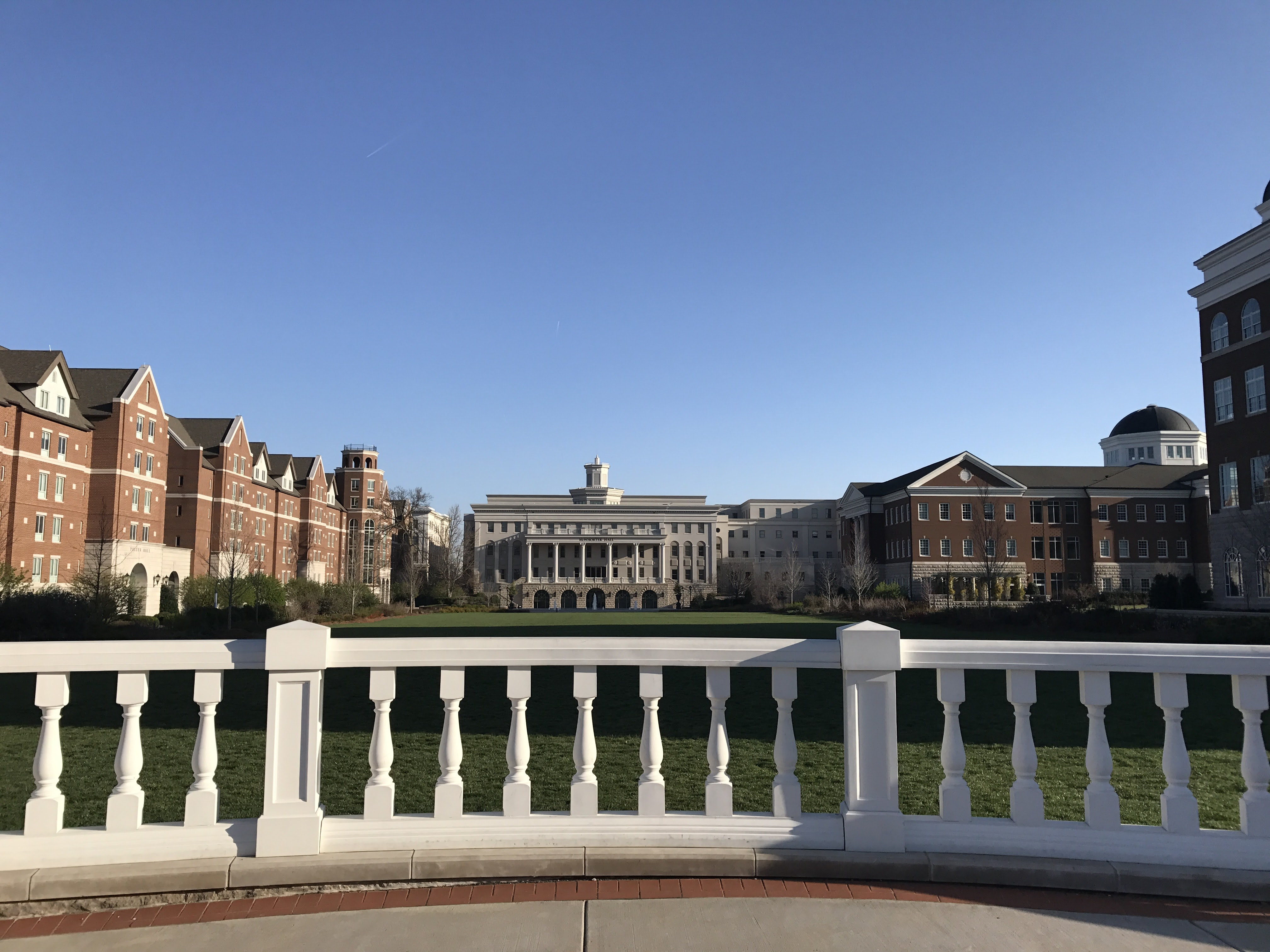
Campus de l’université
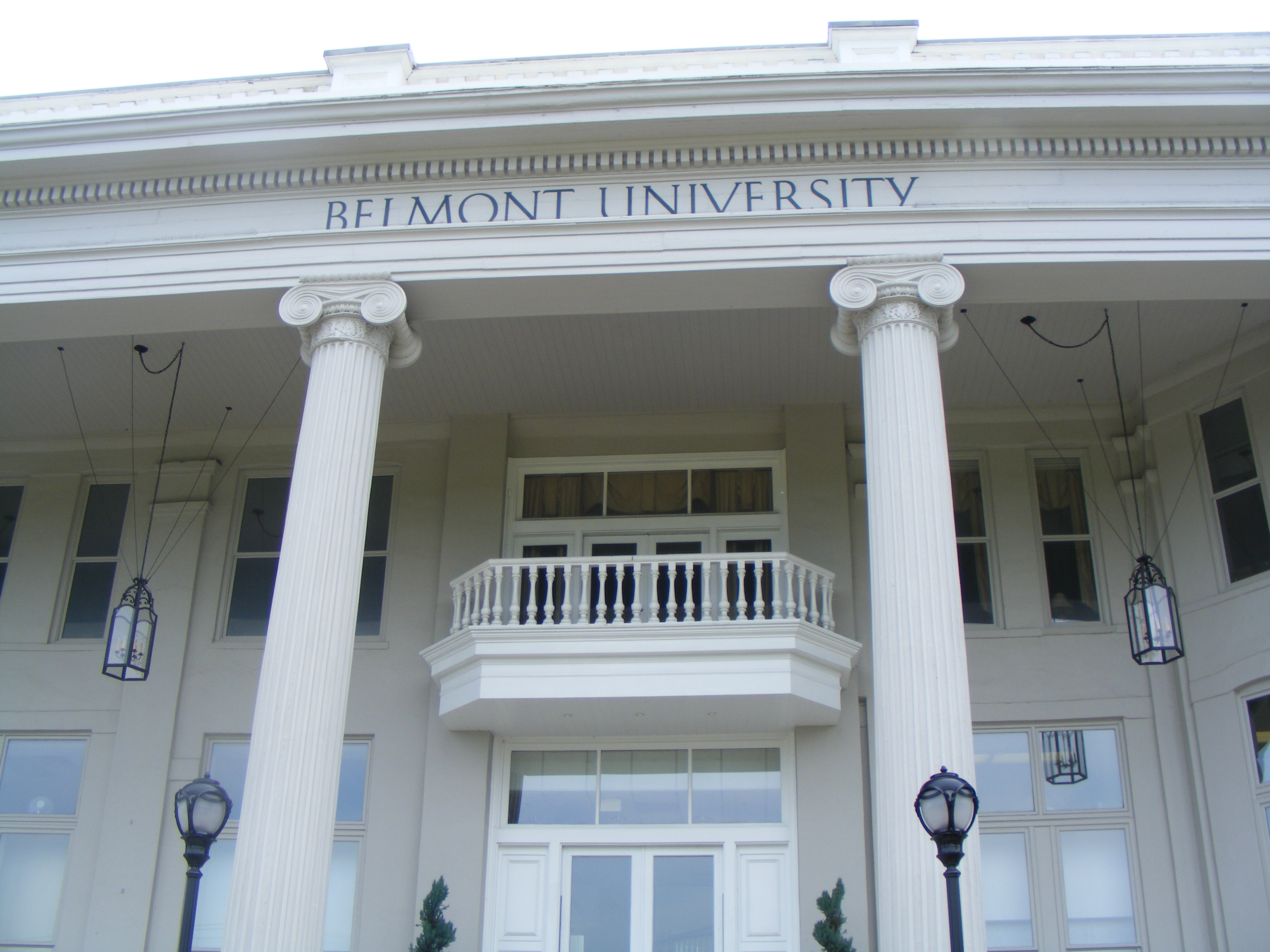
Freeman Hall
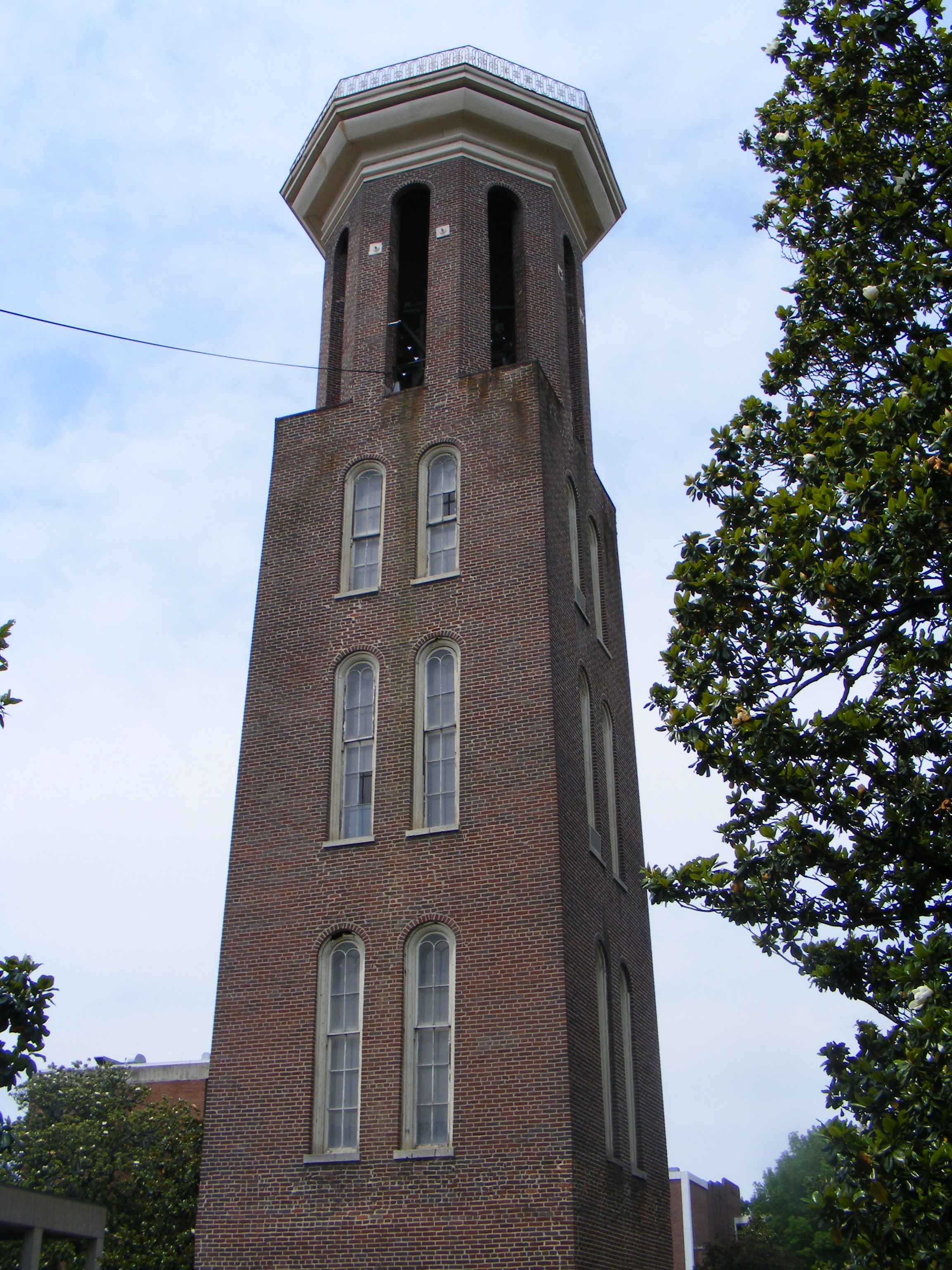
Belmont Tower